# Naginatađucu
Naginatađucu, (jap.: 長刀術 ili 薙刀術; u engleskoj i prijašnjoj hrvatskoj literaturi naginatajutsu), japanska borilačka vještina u kojoj se koristi oružje naginata. 

## Naginata
Naginata, oružje na motki koje su koristili japanski ratnici samuraji. Sastoji se od drvenog štapa na čijem vrhu je zakrivljena oštrica. Oružje je slično europskom oružju zvanom glejv.
Naginata, kao i mnoga druga oružja, može biti pravljena u različitim veličinama kako bi korisniku najviše odgovarala. Naginata je bila dugačka do 1,5 do 2,1 m. Oštrica je uglavnom bila iskrivljena. Kao i japanski mačevi naginata je imala izuzetno kvalitetnu oštricu, čak su neke naginate bile reciklirane od čuvenih katana. Naginata je također na suprotnom kraju od oštrice imala metalno ojačanje (uglavnom u vidu koplja), što je naginatu činilo efektivnim oružjem s koje god strane se okrene.

## Vanjske povezice
- 5 fun Facts about the Japanese martial arts Naginatajutsu